# トイ・ストーリーホテル
トイ・ストーリーホテル（Toy Story Hotel）は上海ディズニーリゾート内にある映画『トイ・ストーリー』を題材としたディズニーホテルである。

## 概要
2016年6月16日に上海ディズニーランド（上海ディズニーリゾート）や上海ディズニーランドホテルと同時にグランドオープンした。
ディズニー/ピクサー映画「トイ・ストーリーシリーズ」をテーマにした世界初のディズニーホテルである。また不定期であるが、入り口の近くトイ・ストーリーシリーズのキャラクターと会える事が出来、写真なども撮れる。
トイ・ストーリーホテル内の客室数は800室あり、ホテルの入り口や宿泊施設内の壁面はウッディやバズ・ライトイヤーなどのおもちゃを大切に保管している持ち主アンディの子ども部屋をイメージしたデザインになっている。

## 客室
- ガーデンビュールーム（花園景観房）
- コートヤードビュールーム（庭園景観房）
- パークビュールーム（楽園景観房）

## 施設
プールなどは存在しない。
トイ・ストーリーホテル内の唯一のショップ「ロッツォショップ」(ロッツォとは『トイ・ストーリー3』に登場するピンクの熊)がある。そこにはホテル限定の品物などがある。

## レストラン
- サニーサイド・マーケット
- サニーサイドカフェ

## 東京ディズニーリゾート版
2021年には千葉県浦安市舞浜の東京ディズニーリゾート内にトイストーリーシリーズをモデルとした新ディズニーホテルが登場するとオリエンタルランドにより公式発表された。
客室数は約600室あり、建築費用が約315億円となる、ディズニーリゾートラインの「ベイサイド・ステーション駅」の近く（東京ディズニーリゾート・オフィシャルホテル付近）へ建設すると発表。
2019年10月10日、このホテル工事の安全を祈願し、安全祈願祭が執り行われた。